# Endre Kabos
Endre Kabos (Oradea, 5 de novembro de 1906 – Budapeste, 4 de novembro de 1944) foi um esgrimista húngaro que atuava na categoria sabre. Kabos conquistou diversas medalhas em competições internacionais e mundiais, incluindo três medalhas de ouro em Campeonatos Mundiais. Ele também conquistou quatro medalhas olímpicas entre 1932 e 1936, sendo três de ouro e uma de bronze. Em 1985, Kabos foi introduzido ao International Jewish Sports Hall of Fame (tradução livre: Salão da Fama dos Esportistas Internacionais Judaicos).

## Biografia
Endre Kabos nasceu em Oradea, Romênia. Ele começou a praticar esportes como esgrima no ensino médio, por algumas persuasões de seus pais. Ele era membro de dois clubes famosos, o VAC (Fencing- and Athletic Club) e István Tisza Fencing Club. Kabos conquistou seu primeiro prêmio importante em 1928, e a partir de 1934 ingressou na "Ujpest Gymnastics Association".
Kabos conquistou seis medalhas de ouro em mundiais, além de uma prata em 1930. No mundial de 1931, disputado em Viena, Kabos foi campeão por equipes. Dois anos depois, conquistou a disputa individual e por equipes no mundial de Budapeste, e repetiu o mesmo feito no ano seguinte. No mundial de Lausana de 1935, retornou a ser campeão por equipes.

## Carreira olímpica
Kabos conquistou quatro medalhas olímpicas durante 1932 e 1936, dentre delas, três ouros e um bronze. Ele participou apenas de dois jogos olímpicos; nos Jogos Olímpicos de 1932 foi campeão com a equipe húngara e conquistou o bronze na modalidade individual. Quatro anos depois, nos Jogos Olímpicos de 1936, Kabos retornou a conquistar o ouro com a equipe húngara, no entanto, também conquistou o ouro na modalidade individual.

## Morte
Kabos foi obrigado a parar de praticar esportes devido a lei de segregação que acompanhava o início da Segunda Guerra Mundial. Em 1944, ele foi internado por cinco meses em um campo de concentração para judeus, em meados de junho foi convocado para servir como um soldado trabalhador devido a sua origem judaica. Posteriormente, ele foi transferido para Budapeste e foi colocado para transportar alimentos e provisões para outro campo. Em 4 de novembro de 1944, Kabos estava em um caminhão passando pela ponte Margaret quando foi explodida pelo exercito alemão.
Em 2011, a ponte passava por uma expansão, quando algumas partes de esqueletos dos soldados vítimas de 1944 foram encontrados, no entanto, os restos mortais não foram identificados.